# Seillons-Source-d'Argens
Seillons-Source-d'Argens este o comună în departamentul Var din sud-estul Franței. În 2009 avea o populație de 2.126 de locuitori.

## Evoluția populației
| An        | 1975 | 1982 | 1990 | 1999  | 2006  | 2009  |
| --------- | ---- | ---- | ---- | ----- | ----- | ----- |
| Populație | 309  | 397  | 844  | 1.610 | 2.011 | 2.126 |